# Havanna
Havanna (BCBA: HAVA) es una empresa argentina productora de alimentos, reconocida por sus alfajores, siendo este su producto emblema, considerados entre los mejores de Argentina. En la actualidad la empresa se ha expandido en el ámbito alimenticio pasando a elaborar diversos productos, aunque sus alfajores siguen siendo de los más conocidos.

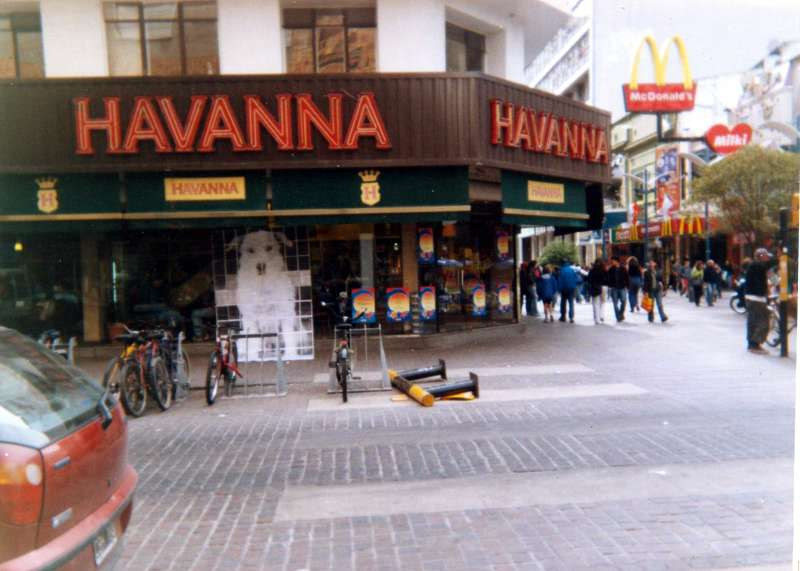
Local de Havanna en el centro de Mar del Plata.

La compañía también opera una franquicia de locales de café y exporta sus productos a los siguientes países: 
América
- Bolivia,
- Brasil,
- Chile,
- Costa Rica,
- Ecuador,
- Estados Unidos,
- México,
- Paraguay,
- Perú,
- Venezuela[6][7][8][9]

Europa
- España
- Francia
- Suiza

## Historia

### Primeros años y expansión

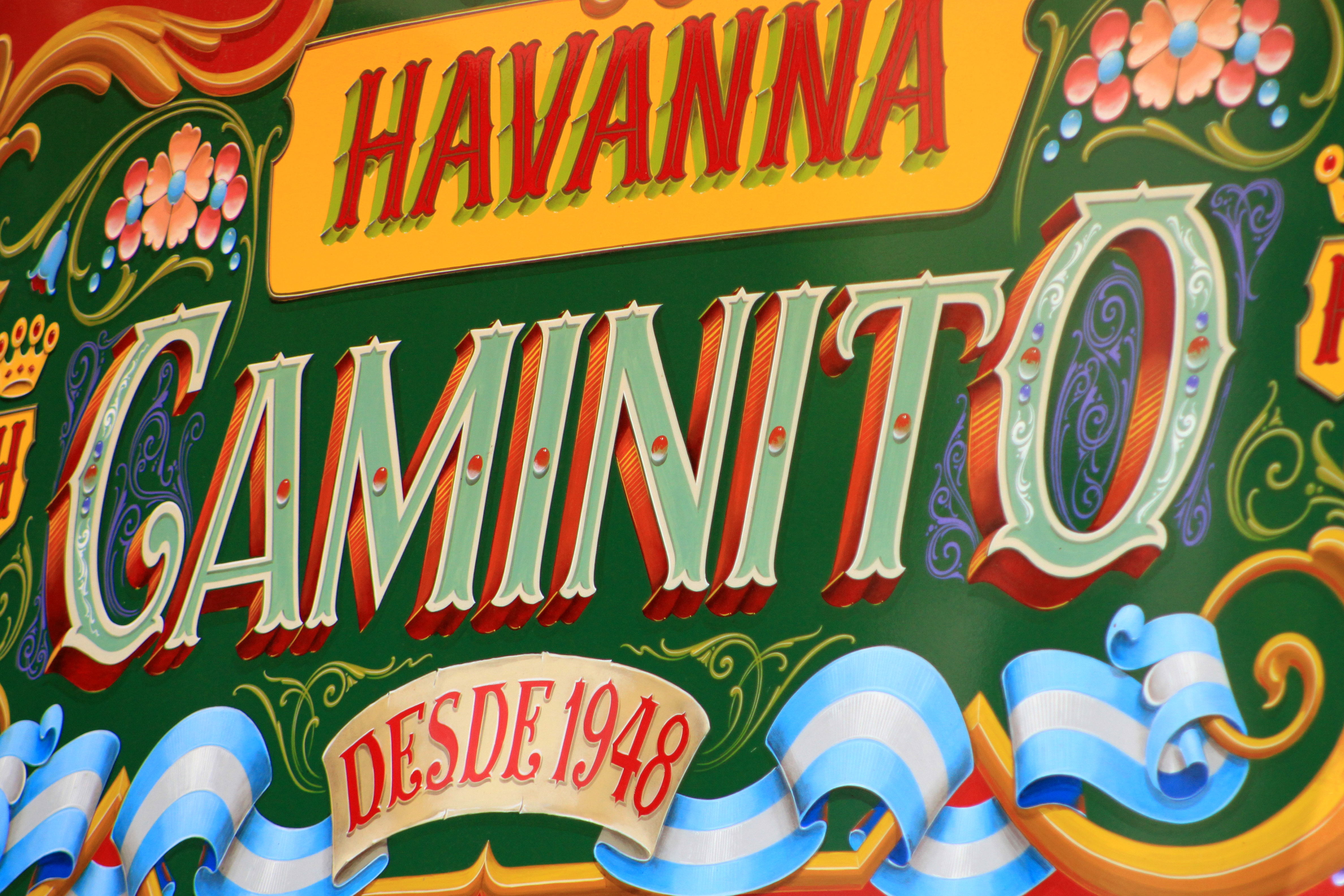
Cartel de un negocio Havanna en Caminito, La Boca, Buenos Aires

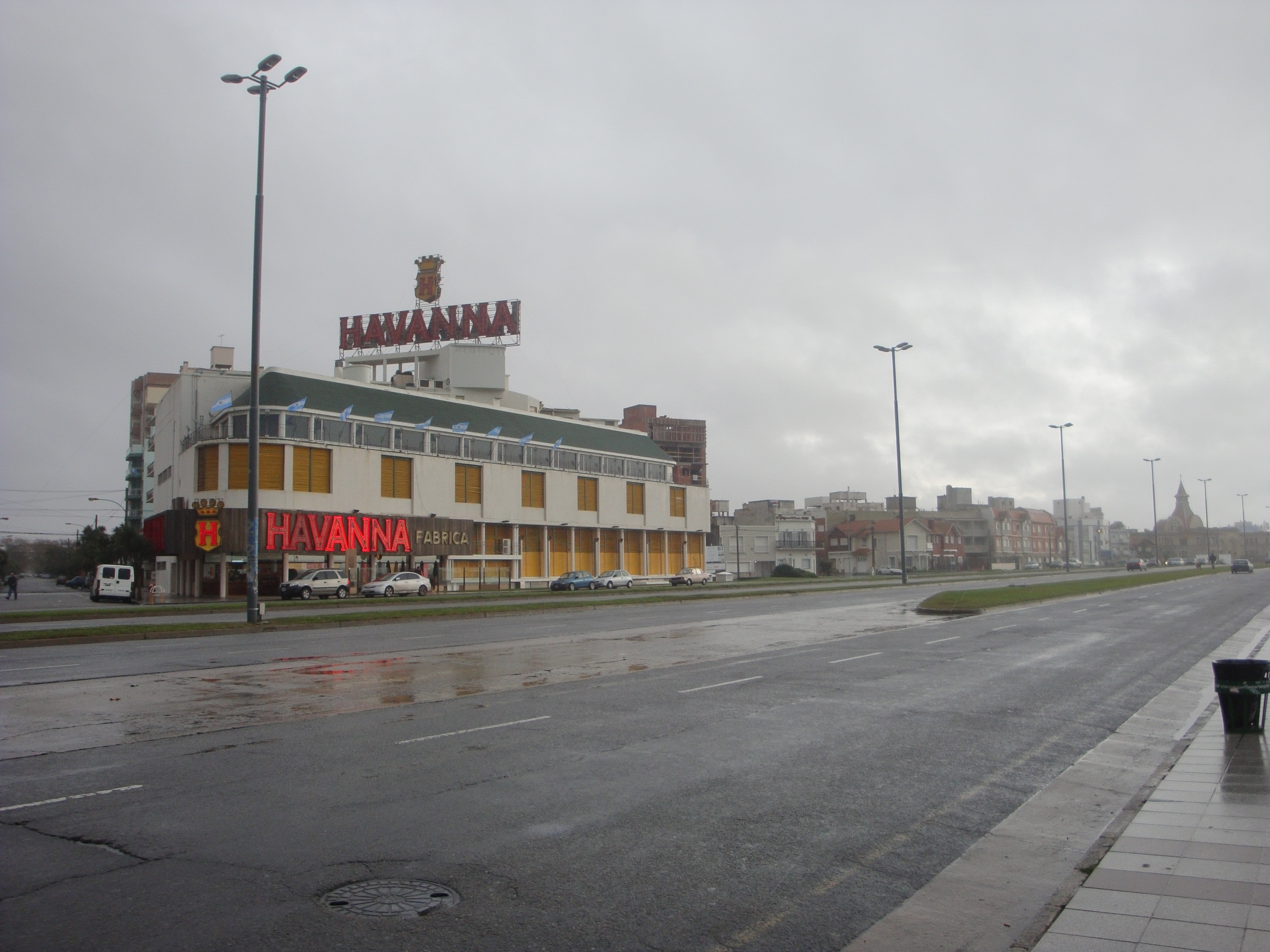
La clásica fábrica de Havanna, inaugurada en 1958.

La empresa fue fundada en 1947 por Benjamín Sisterna, Demetrio Elíades y Luis Sbaraglini y comenzó su actividad como productora de alfajores en la ciudad de Mar del Plata, provincia de Buenos Aires. El primer producto que desarrolló fueron los alfajores «Santa Mónica», creados junto con su socio Sbaraglini, y que estuvieron a la venta en diferentes puntos de Buenos Aires durante un período corto.
En la década de 1940, Sisterna arriba a Mar del Plata, donde se asocia con Demetrio Elíades, dueño de la Confitería Havanna situada en el centro de la ciudad. Ésta habría recibido su nombre en honor a la capital de Cuba, llamada en alemán "Havanna".
Después de los alfajores de chocolate, otras variedades se fueron incorporando. Los alfajores Havanna se convirtieron en un clásico para los turistas que veraneaban en la ciudad costera.
Actualmente se discute si el alfajor de chocolate fue una invención de Havanna o si se trata de un tipo de alfajor desarrollado con anterioridad por confiterías como Baby -nacida en los '30- y Gran Casino, de principios de los '40.

### Venta de la compañía

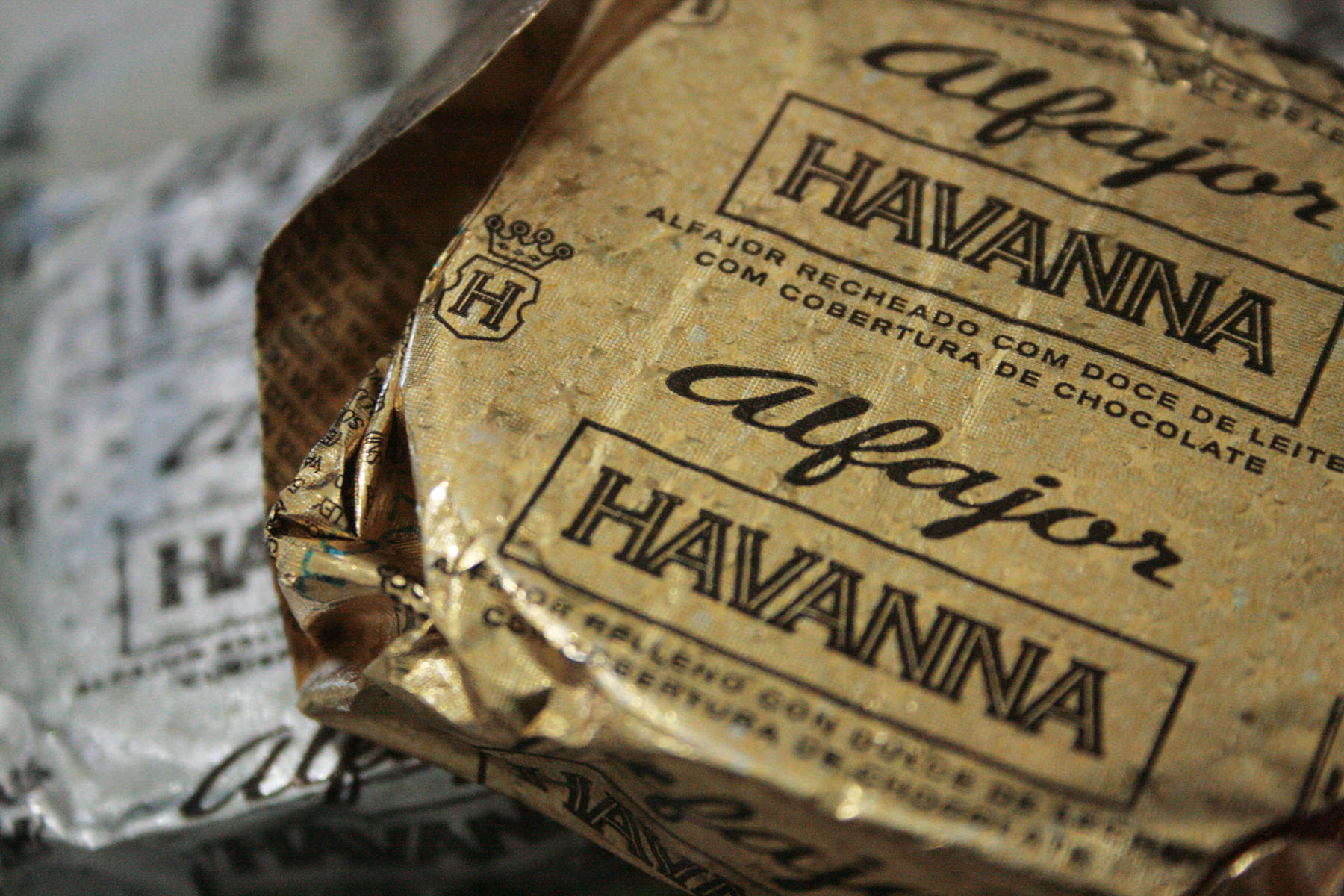
Alfajores clásicos de Havanna.

En 1998, Havanna fue vendida a la compañía local Exxel Group por aproximadamente U$S 85 millones. En ese momento, Havanna producía 5,5 millones de docenas de alfajores por año en sus dos fábricas en Mar del Plata. La compañía poseía además 130 negocios entre Mar del Plata y la capital, con 300 empleados fijos y otros 300 adicionales durante el verano.
Hacia el año 2003, Havanna había caído en deudas alcanzando los U$S 30 millones a raíz de la Crisis Económica Argentina de 2001. Como resultado, Exxel Group vendió nuevamente la compañía a un grupo inversor argentino llamado "Grupo DyG" conformado por Guillermo Stanley, Carlos Giovanelli, Christian Colombo y Damian Pozzoli.

### Expansión del negocio: cafés
Con la llegada de este nuevo grupo inversor, Havanna comenzó a abrir cafés, en los que además de diversos artículos de cafetería se venderían los tradicionales productos de la empresa, llegando a los 140 puntos de venta a lo largo del país.
El 9 de junio de 2016 por primera vez en su historia la empresa empezó a cotizar sus acciones en la Bolsa de Comercio de Buenos Aires, con el símbolo HAVA.

## Productos

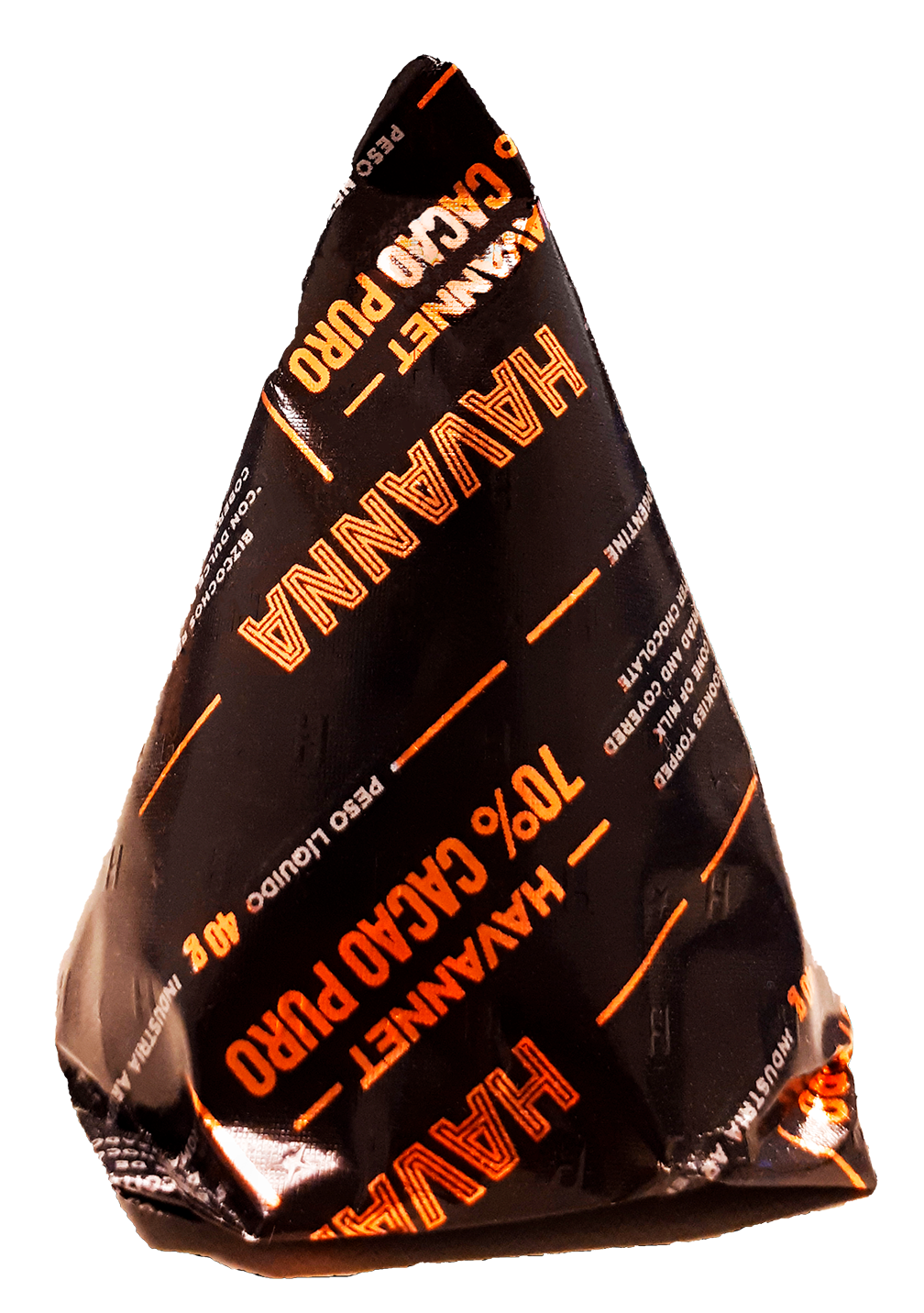
Havannet 70% cacao

La siguiente lista incluye algunos de los productos más representativos de la empresa:
| Producto       | Sabores |
| -------------- | --- |
| Alfajor        | Chocolate, chocolate blanco, cacao, 70% cacao puro, dulce de leche y merengue, fruta (membrillo), nuez, mixto, mixto de chocolate, Mar del Plata (salado), Picante |
| Havannet       | Chocolate negro, chocolate blanco, mixto, 70% cacao puro, coco. |
| Galletas       | Medallones (miel y naranja), gemelitas (avellana), limón, limón con chocolate.                                                                                     |
| Chocolate      | Chocolate con leche, chocolate blanco, chocolate semiamargo, chocolate con avellanas, chocolate con almendras, menta, chocolate amargo 70% cacao.                  |
| Dulce de leche | Tradicional |
| Lattes         | Dulce de leche, chocolate y avellana, chocolate negro, chocolate blanco, vainilla, almendra, caramelo.                                                             |
| Frappes        | Chocolate, dulce de leche, tramontana, frutos rojos (frambuesa, frutilla y arándano), durazno y naranja.                                                           |
| Haireados      | Fugazzeta, jamón crudo y tomates secos, lomito y queso, peceto y barbacoa, pollo, salmón ahumado, vegetales, napolitano.                                           |
| Hamburguesa    | Medallón de carne con lomito, cebolla caramelizada y cheddar |